# Minitab
Minitab es un programa de computadora diseñado para ejecutar funciones estadísticas básicas y avanzadas.  Combina lo amigable del uso de Microsoft Excel con la capacidad de ejecución de  análisis estadísticos.  En 1972, instructores del programa de análisis estadísticos de la Universidad Estatal de Pensilvania (Pennsylvania State University) desarrollaron MINITAB como una versión ligera de OMNITAB, un programa de análisis estadístico del Instituto Nacional de Estándares y Tecnología (NIST) de los Estados Unidos.  Como versión completa en el 2006 cuesta $1195 USD, pero una versión para estudiantes y académicos se ofrece como complemento de algunos libros de texto.
Minitab es frecuentemente usado con la implantación la metodología de mejora de procesos Seis Sigma.